# گرنبنگتسه
گرنبنگتسه (به لهستانی:  Grębynice) یک روستا در لهستان است که در گمینا ژلونکی واقع شده‌است. گرنبنگتسه ۲۹۰ نفر جمعیت دارد.